# Conselho Nacional para a Defesa da Democracia – Forças para a Defesa da Democracia

Bandeira do partido.

Conselho Nacional para a Defesa da Democracia - Forças para a Defesa da Democracia (em francês:  Conseil National Pour la Défense de la Démocratie–Forces pour la Défense de la Démocratie; siglas CNDD–FDD) é o partido político atualmente no poder no Burundi. Durante a Guerra Civil do Burundi, o CNDD-FDD foi o grupo rebelde mais importante e ativo da etnia hutu.  Em março de 2012, Pascal Nyabenda foi eleito como Presidente do CNDD-FDD.